# Imperial Beach
Imperial Beach je město ve Spojených státech amerických. Nachází se v okrese San Diego County ve státě Kalifornie. Ve městě žije přibližně 26 tisíc obyvatel a jeho rozloha činí 11,6 km². Leží 23 kilometrů jižně od centra San Diega a osm kilometrů severozápadně od centra Tijuany v Mexiku. Imperial Beach je nejjižněji položeným městem v Kalifornii a vůbec na celém západním pobřeží USA. Město leží na pobřeží Atlantského oceánu a přímo sousedí s americko-mexickou státní hranicí. Město dále leží jen asi jeden kilometr od města Chula Vista.